# Traffiume
Traffiume is een plaats (frazione) in de Italiaanse gemeente Cannobio.